# Surrey Theatre

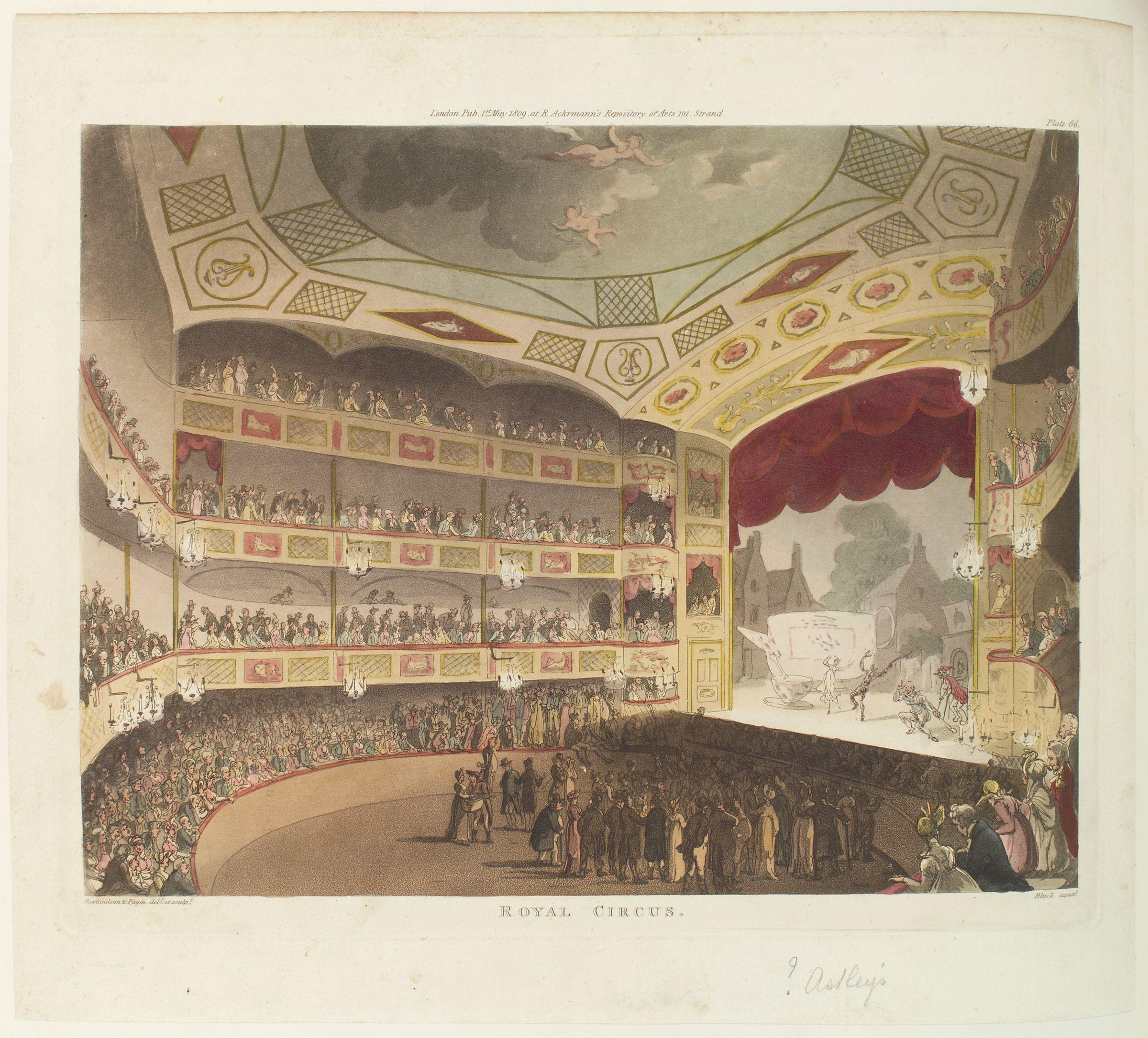
Le Surrey Theatre en 1809.

Le Surrey Theatre est un théâtre créé à Londres en 1782 par Charles Dibdin sous le nom de Royal Circus and Equestrian Philharmonic Academy. C'est le premier établissement de spectacle au monde à s'être appelé « cirque ».